# Fetish and Dreams
Pour plus de détails, voir Fiche technique et Distribution.
Fetish and Dreams est un film réalisé par le cinéaste suisse Steff Gruber, sorti en 1985.

## Synopsis
New York et ses sept millions de singles forment les étranges coulisses de ce film sur monde dans lequel la communication entre les hommes est presque devenue impossible. Avec son second film Fetish & Dreams, Steff Gruber reste fidèle à la direction prise déjà dans son premier film Moon in Taurus. Fetish & Dreams est également un film très personnel. En y incluant sa propre personne, l’auteur crée une saisissante synthèse entre la réalité documentaire et la fiction.
Le cinéaste suisse S. part pour New York afin d’y tourner un film sur les singles. Il se heurte à de multiples prestations de service spécialisées dans le commerce de la solitude. Au cours des recherches, la propre histoire de S. S’entremêle avec le thème de son film. Il part pour Boston afin d’y rencontrer une femme qu’il retrouve enfin après de longues recherches. Il en tombe amoureux, mais les illusions s’évanouissent très rapidement. De retour en Suisse, S. Se retrouve devant les moniteurs vidéo. Il ne reste plus que ses séquences d’images manipulées à volonté.

## Fiche technique
- Titre : Fetish and Dreams
- Titre original : Fetish & Dreams
- Réalisation : Steff Gruber
- Musique : William Steffen
- Photographie : Rainer Klausmann
- Montage : Steff Gruber et Beni Müller
- Production (sociétés) : ALIVE Media AG
- Production (personnes) : Steff Gruber
- Pays d'origine : Suisse
- Langue : anglais, suisse allemand
- Format : 35 mm (couleurs)
- Durée : 90 minutes
- Date de sortie : août 1985

## Distribution
- Marcy Boucher
- Lea Lerman
- Rip Wilson
- Peter Schelling
- Steff Gruber

## Réception

### Critique
« Longue chevelure blonde, enfant de 1968 attardé dans les années 1980, Steff Gruber est allé filmer outre-Atlantique une agence très spéciale qui se charge de répondre aux désirs de célibataires en quête d’une âme sœur. Deux filles ravissantes mènent la danse, qui vendent le sexe avec la voix suavement neutre d’une agence de voyages. L’essentiel se passe au téléphone. Le réalisateur se réserve le droit de tout montrer à sa manière: dépassant les servitudes du documentaire, il intervient constamment au milieu du récit. Un moment extraordinaire, d’une obscénité brute comme aurait pu l’aimer James Joyce, nous vaut, face à un simple téléphone, d’être les témoins, où plutôt les auditeurs stupéfaits, d’une vendeuse de plaisir par procuration. »

— L. Marcorelles, Le Monde, 20 mars 1985

« Objectivement, il faut être gonflé pour affubler ce machin du nom de film ! Mais c’est ce qui fait tout son charme.
Avec une impudeur narcissique et une naïveté touchante, Steff Gruber prend le prétexte de son film pour tenter de retrouver et de draguer pour de vrai une jeune musicienne alémanique qui lui avait tapé dans l’œil à l’aéroport. Et on assiste ‘en direct’ à tout l’aventure ! 
C’est fascinant et nul, passionnant et sans intérêt ! Bref, c’est du vrai cinéma comme on n’ose pas en faire. Il l’a fait ! »

— Le Matin, 16 novembre 1986

« ‘Fetish and Dreams’, c’est mieux que la recherche d’un cœur, c’est une ouverture sur les États-Unis, sur une autre façon de vivre et de se définir. La caméra est devenue un témoin et un participant de cette recherche. On la sent active, sans cesse présente, et le réalisateur ose lui imprimer les mouvements de ses hésitations et de ses pérégrinations. C’est peut-être irritant, parce que l’histoire se construit sous nos yeux. C’est aussi exaltant par ce côté-là. Documentaire ? Dans un certain sens, puisque le film aide à découvrir. Mais l’auteur n’hésite pas à s’engager à fond. Il se met lui-même à nu, livrant beaucoup de lui-même. Le ton qui en découle, décontracté, légèrement farceur par moments, est des plus plaisants, même si le film n’est pas une œuvre fondamentale. »

— Claude Vallon, Le Film de la semaine, 15-16 novembre 1986

« Fetish and Dreams est un film étrange, différent de ce qu’on voit d’ordinaire. Une fois vaincue l’idée de se tirer, due à la mauvaise qualité de l’image, on reste devant l’écran avec un léger malaise. On se sent voyeur. Il est rare qu’un réalisateur s’expose ainsi sous l’œil de la caméra. Mais l’authenticité qui émane de ce petit film est telle qu’elle nous colle au fauteuil. « Est-ce ainsi que les hommes vivent ? », chante le poète. »

— Dominique Happich, La Suisse, 15.11.1986

### Festivals
- Festival international du film de Locarno 1985
- Internationale Hofer Filmtage 1985
- Festival du nouveau cinéma de Montréal 1985
- Journées cinématographiques de Soleure 1986
- Festival international du film d’Istanbul 1988

### Distinctions
‘Mention spéciale’ Festival international du film de Locarno 1985